# Valentin Xristov
Valentin Xristov –también escrito como Valentin Hristov; en búlgaro, Валентин Христов– (Shumen, Bulgaria, 30 de marzo de 1994) es un deportista azerbaiyano de origen búlgaro que compitió en halterofilia.
Participó en los Juegos Olímpicos de Londres 2012, obteniendo una medalla de bronce en la categoría de 56 kg; medalla que perdió posteriormente por dopaje.
Ganó una medalla de bronce en el Campeonato Mundial de Halterofilia de 2011 y dos medallas de oro en el Campeonato Europeo de Halterofilia en los años 2012 y 2015.

## Palmarés internacional
| Juegos Olímpicos   | Juegos Olímpicos         | Juegos Olímpicos  | Juegos Olímpicos |
| Año                | Lugar                    | Medalla           | Categoría        |
| ------------------ | ------------------------ | ----------------- | ---------------- |
| 2012               | Londres (Reino Unido)    | DSC               | 56 kg            |
| Campeonato Mundial |                          |                   |                  |
| Año                | Lugar                    | Medalla           | Categoría        |
| 2011               | París (Francia)          | Medalla de bronce | 56 kg            |
| 2015               | Houston (Estados Unidos) | DSC               | 62 kg            |
| Campeonato Europeo |                          |                   |                  |
| Año                | Lugar                    | Medalla           | Categoría        |
| 2012               | Antalya (Turquía)        | Medalla de oro    | 56 kg            |
| 2015               | Tiflis (Georgia)         | Medalla de oro    | 62 kg            |